# Einsatzkommando

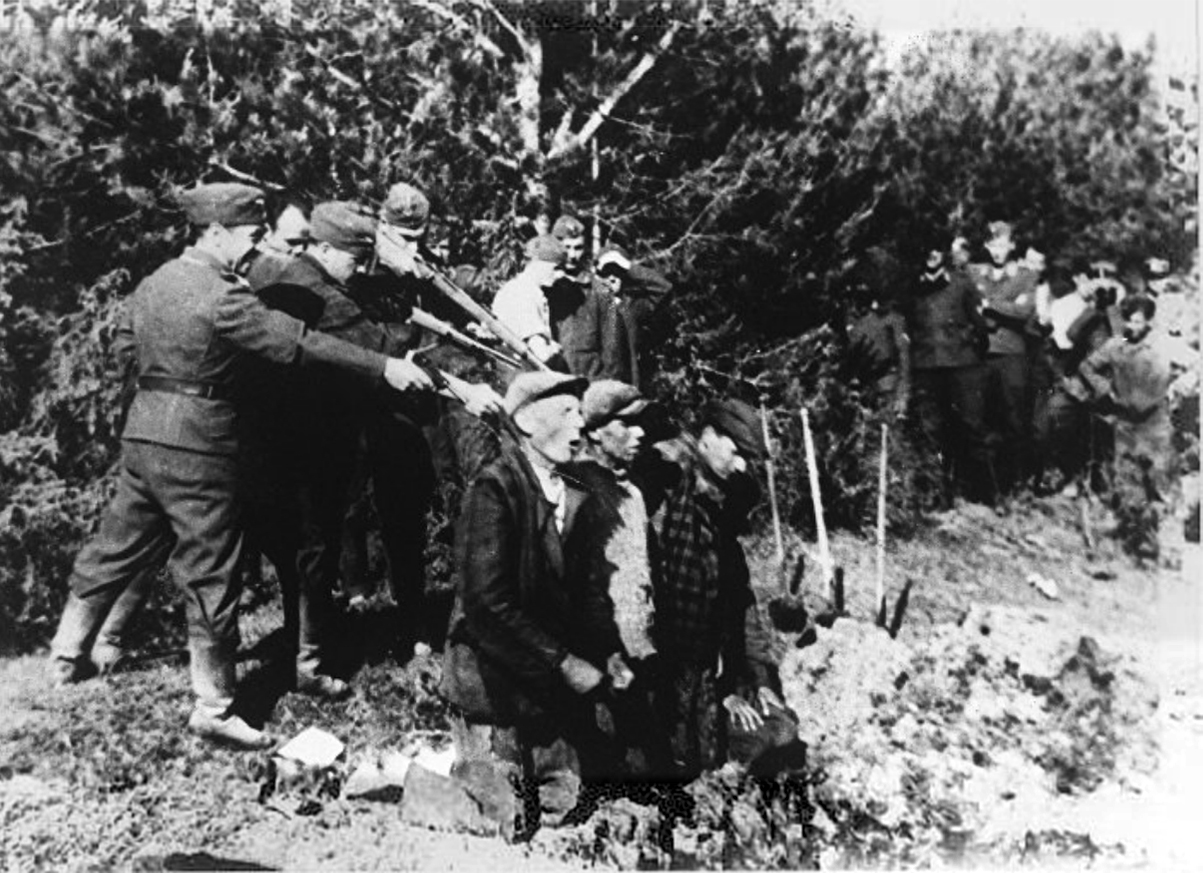
Ejecución de lituanos por parte de un Einsatzkommando tras la Operación Barbarroja.

Los Einsatzkommando fueron un subgrupo de cinco escuadrones de exterminio Einsatzgruppen (término utilizado por los historiadores del Holocausto) —hasta 3000 hombres en total— generalmente compuestos por 500-1000 funcionarios de las SS y la Gestapo, cuya misión era exterminar a judíos, intelectuales polacos, romaníes, homosexuales, comunistas y los colaboradores del NKVD en los territorios capturados, a menudo muy por detrás del avance del frente alemán. Después del estallido de la guerra con la Unión Soviética con la Operación Barbarroja, el Ejército Rojo comenzó a retirarse tan rápidamente que los Einsatzgruppen tuvieron que ser divididos en docenas de comandos más pequeños (Einsatzkommandos), responsables de matar sistemáticamente a judíos y, entre otros, presuntos colaboradores soviéticos. Actuaban detrás de las líneas de la Wehrmacht. Después de la guerra, varios oficiales de los Einsatzkommando fueron juzgados en el Juicio a los Einsatzgruppen, condenados por crímenes de guerra y ahorcados.
En el ámbito militar, el término alemán "Einsatzkommando" (Grupo de Operaciones) es todavía usado por las organizaciones paramilitares alemanas, como el SEK y el Einsatzkommando Cobra.

## Organización de losEinsatzgruppen
Los Einsatzgruppen (Grupo de Operaciones Especiales) eran grupos paramilitares formados originalmente en 1938 bajo la dirección de Reinhard Heydrich - Jefe de la SD, y la Sicherheitspolizei (Policía de Seguridad; SiPo). Fueron operados por las Schutzstaffel (SS). Los primeros Einsatzgruppen de la Segunda Guerra Mundial se formaron en el curso de la invasión de Polonia en 1939. Luego, siguiendo una directiva de Hitler-Himmler, los Einsatzgruppen se volvieron a formar antes de la invasión de la Unión Soviética en 1941. Los Einsatzgruppen estaban nuevamente bajo el control de Reinhard Heydrich como Jefe de la Oficina Central de Seguridad del Reich (RSHA); y después de su asesinato, bajo el control de su sucesor, Ernst Kaltenbrunner.
Hitler ordenó a la SD y a Sicherheitspolizei que suprimieran la amenaza de resistencia local detrás de las líneas de combate de la Wehrmacht. Heydrich se reunió con el general Eduard Wagner, en representación de Wilhelm Keitel, quien aceptó la activación, el compromiso, el mando y la jurisdicción de las unidades de la Policía de Seguridad y la SD en la tabla de operaciones y equipos de la Wehrmacht (TOE); en las áreas operativas de la retaguardia, los Einsatzgruppen debían estar subordinados a la administración de los ejércitos de campo para llevar a cabo las tareas asignadas por Heydrich. Su tarea principal (durante la guerra), según el general de las SS Erich von dem Bach, en los Juicios de Núremberg: "fue la aniquilación de los judíos, gitanos y comisarios políticos soviéticos". Fueron un componente clave en la implementación de la "Solución final de la cuestión judía" (en alemán: Die Endlösung der Judenfrage) en los territorios conquistados. Estas unidades de exterminio deben verse junto con el Holocausto.
Los comandantes militares sabían de las acciones de los Einsatzgruppen. Los Einsatzgruppen dependían del responsable de suministros del ejército para la comida y el transporte. Las relaciones entre el ejército regular, la SiPo y la SD fueron cercanas. Los comandantes de los Einsatzgruppen informaron que la comprensión por parte de los comandantes de la Wehrmacht sobre las tareas de los Einsatzgruppen facilitó considerablemente sus operaciones.
Para la Operación Barbarroja (junio de 1941), inicialmente se crearon cuatro Einsatzgruppen, cada uno con un número de entre 500 y 990 hombres para formar una fuerza total de 3,000. Cada unidad se adjuntó a un grupo de ejércitos: el Einsatzgruppe A al Grupo de Ejércitos Norte; el Einsatzgruppe B al Grupo de Ejércitos Centro, el Einsatzgruppe C al Grupo de Ejércitos Sur, y el Einsatzgruppe D al 11º Ejército Alemán. Dirigido por los oficiales de la SD, la Gestapo y la Kriminalpolizei (Kripo), los Einsatzgruppen incluyó reclutas de la policía regular (Orpo), la SD y las Waffen-SS, además de voluntarios uniformados de la fuerza de policía auxiliar local. Cuando la ocasión lo exigió, los comandantes del ejército alemán reforzaron la fuerza de los Einsatzgruppen con sus propias tropas del ejército regular que ayudaron a detener y matar a judíos por su propia voluntad.

## Los primerosEinsatzgruppenen la Polonia ocupada

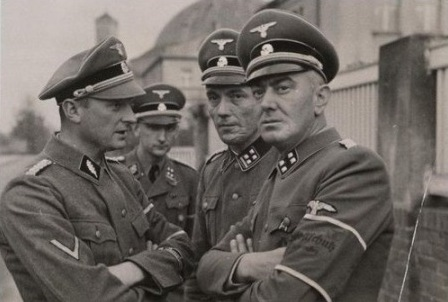
Invasión de Polonia, desde la izquierda: Ludolf von Alvensleben, Erich Spaarmann y Hans Kölzow, líderes del Selbstschutz del Valle de la Muerte en Bydgoszcz (Bromberg).

Los primeros ocho Einsatzgruppen de la Segunda Guerra Mundial se formaron en 1939 para la invasión de Polonia. Estaban compuestos por funcionarios de la Gestapo, la KriPo y la SD, y se desplegaron durante la Operación Tannenberg (nombre en clave para el asesinato de civiles polacos) y la Intelligenzaktion que duró hasta la primavera de 1940; seguido por la AB-Aktion alemana que finalizó a fines de 1940. Mucho antes del ataque a Polonia, los nazis prepararon una lista detallada que identificaba a más de 61,000 objetivos polacos con nombre, con la ayuda de una minoría alemana que vivía en la Segunda República Polaca. La lista se imprimió en forma de libro con 192 páginas llamado Sonderfahndungsbuch Polen, y estaba compuesta solo de nombres y fechas de nacimiento. Incluía a políticos, académicos, actores, intelectuales, médicos, abogados, nobles, sacerdotes, oficiales y muchos otros, como los medios a disposición de los escuadrones paramilitares de las SS ayudados por los verdugos de la Selbstschutz. Para finales de 1939, mataron sumariamente a unos 50,000 polacos y judíos en los territorios anexados, incluidos más de 1,000 prisioneros de guerra.
A los grupos operacionales de las SS se les asignaron números romanos por primera vez el 4 de septiembre de 1939. Antes de eso, sus nombres se derivaban de los nombres de sus lugares de origen en el idioma alemán.

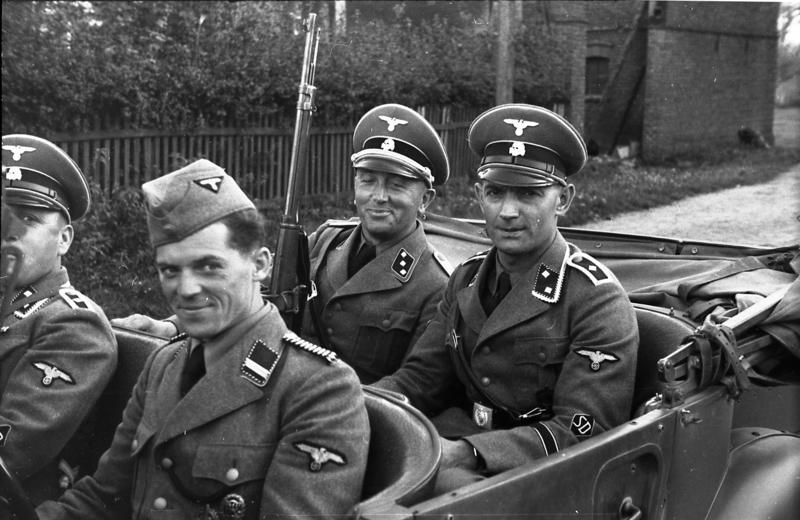
Miembros de un Einsatzkommando del SD, Polonia 1939.

- Einsatzgruppe I o EG I – Wien (bajo el mando del SS-Standartenführer Bruno Streckenbach), desplegado con el 14º Ejército
  - Einsatzkommando 1/I: SS-Sturmbannführer Ludwig Hahn
  - Einsatzkommando 2/I: SS-Sturmbannführer Bruno Müller
  - Einsatzkommando 3/I: SS-Sturmbannführer Alfred Hasselberg
  - Einsatzkommando 4/I: SS-Sturmbannführer Karl Brunner

- Einsatzgruppe II o EG II – Oppeln (bajo el SS-Obersturmbannführer Emanuel Schäfer), desplegado con el 10º Ejército
  - Einsatzkommando 1/II: SS-Obersturmbannführer Otto Sens
  - Einsatzkommando 2/II: SS-Sturmbannführer Karl-Heinz Rux

- Einsatzgruppe III o EG III – Breslau (bajo el SS-Obersturmbannführer und Regierungsrat Hans Fischer), desplegado con el 8º Ejército
  - Einsatzkommando 1/III: SS-Sturmbannführer Wilhelm Scharpwinkel
  - Einsatzkommando 2/III: SS-Sturmbannführer Fritz Liphardt

- Einsatzgruppe IV o EG IV – Dramburg (bajo el SS-Brigadeführer Lothar Beutel, reemplazado por Josef Albert Meisinger en octubre de 1939) desplegado con el 4º Ejército en Pomorze
  - Einsatzkommando 1/IV: SS-Sturmbannführer und Regierungsrat Helmut Bischoff
  - Einsatzkommando 2/IV: SS-Sturmbannführer und Regierungsrat Walter Hammer

- Einsatzgruppe V o EG V – Allenstein (bajo el SS-Standartenfürer Ernst Damzog), desplegado con el 3.er Ejército
  - Einsatzkommando 1/V: SS-Sturmbannführer und Regierungsrat Heinz Gräfe
  - Einsatzkommando 2/V: SS-Sturmbannführer und Regierungsrat Robert Schefe
  - Einsatzkommando 3/V: SS-Sturmbannführer und Regierungsrat Walter Albath

- Einsatzgruppe VI (bajo el SS-Oberführer Erich Naumann), desplegado en el área de Gran Polonia
  - Einsatzkommando 1/VI: SS-Sturmbannführer Franz Sommer
  - Einsatzkommando 2/VI: SS-Sturmbannführer Gerhard Flesch

- Einsatzgruppe z. B.V (bajo el SS-Obergruppenführer Udo von Woyrsch y el SS-Oberführer Otto Rasch), desplegado en la Alta Silesia y Cieszyn Silesia
- Einsatzgruppe 16 o EK – 16 Danzig (bajo el SS-Sturmbannführer Rudolf Tröger), desplegado en Pomerania (en polaco: Pomorze) después de la retirada de los EG-IV y EG-V. El Comando estuvo involucrado en las masacres en Piaśnica conocidas como "Pommern Katyń" entre el otoño de 1939 y la primavera de 1940 llevadas a cabo en Piasnica Wielka. Los tiradores civiles pertenecían a la Volksdeutscher Selbstschutz ayudando al EK – 16. Durante ese período, fueron asesinados aproximadamente de 12,000 a 16,000 polacos, judíos, checos y alemanes. No debe confundirse con el Einsatzkommando 16 del Einsatzgruppe E desplegado en Croacia.

## Einsatzgruppe A

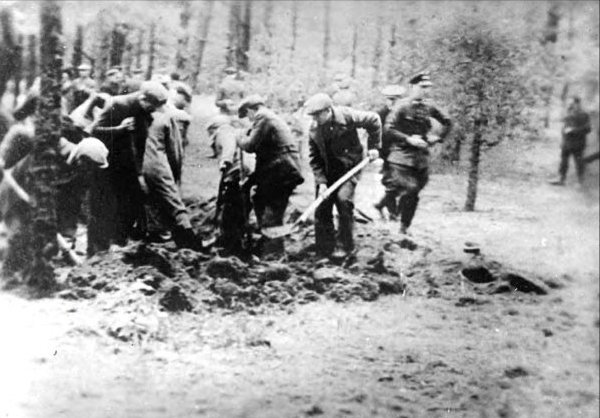
Masacres de Piaśnica.

El Einsatzgruppe A, adjunto al Grupo de Ejércitos Norte, se formó en Gumbinnen, Prusia Oriental, el 23 de junio de 1941. Stahlecker, su primer comandante, desplegó la unidad hacia la frontera con Lituania. Su grupo estaba formado por 340 hombres de las Waffen-SS, 89 de la Gestapo, 35 de la SD, 133 de la OrPo y 41 de la KriPo. Las tropas soviéticas se retiraron de la capital temporal de Lituania, Kaunas (Kovno) el día anterior, y la ciudad fue tomada por los lituanos durante el levantamiento antisoviético. El 25 de junio, el Einsatzgruppe A entró en Kaunas con las unidades avanzadas del ejército alemán.

### Comandantes
1. El SS-Brigadeführer und Generalmajor der Polizei Dr. Franz Walter Stahlecker (22 de junio de 1941–23 de marzo de 1942)
2. El SS-Brigadeführer und Generalmajor der Polizei Heinz Jost (29 de marzo – 2 de septiembre de 1942)
3. El SS-Oberführer und Oberst der Polizei Dr. Humbert Achamer-Pifrader (10 de septiembre de 1942 al 4 de septiembre de 1943)
4. El SS-Oberführer Friedrich Panzinger (5 de septiembre de 1943–6 de mayo de 1944)
5. El SS-Oberführer und Oberst der Polizei Dr. Wilhelm Fuchs (6 de mayo al 10 de octubre de 1944)

- Antes de la ejecución liderada por EK–16.Sonderkommando 1a

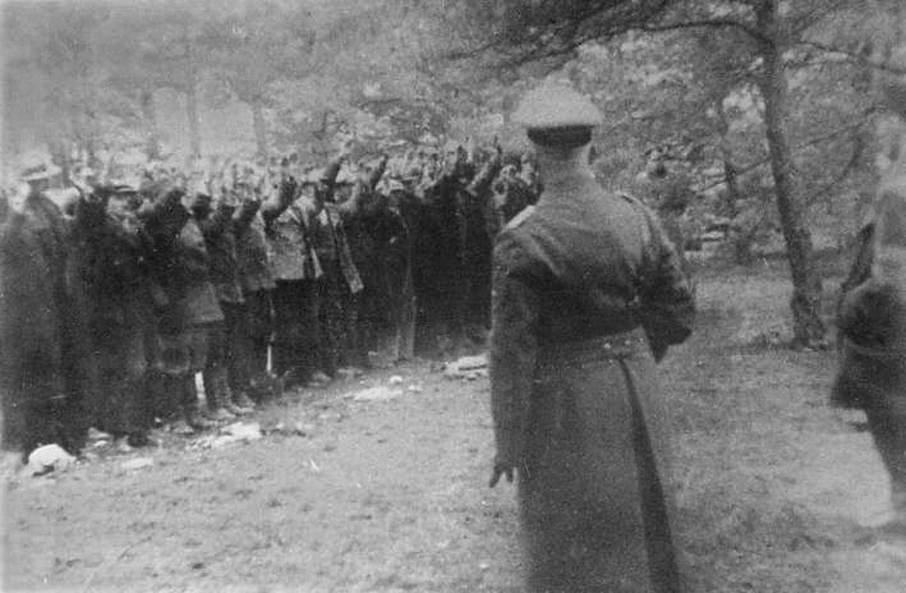
Antes de la ejecución liderada por EK–16.

  - El SS-Obersturmbannführer Dr. Martin Sandberger (junio de 1941–1943)
  - El SS-Obersturmbannführer Bernhard Baatz (1 de agosto de 1943–15 de octubre de 1944)

- Sonderkommando 1b
  - El SS-Oberführer und Oberst der Polizei Erich Ehrlinger (junio-noviembre de 1941)
  - El SS-Sturmbannführer Walter Hoffmann (como diputado) - (enero-marzo de 1942)
  - El SS-Obersturmbannführer Dr. Eduard Strauch (marzo-agosto de 1942)

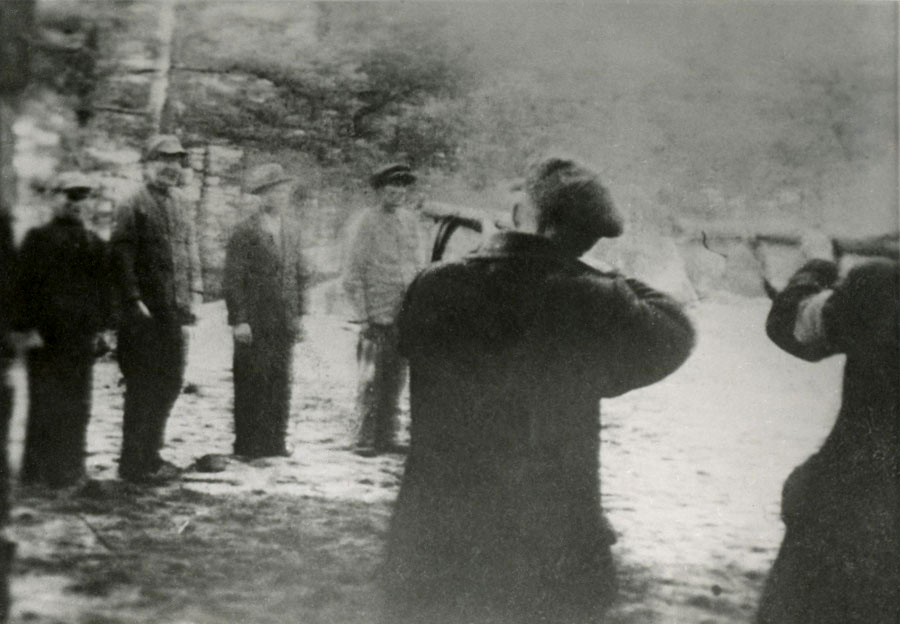
Ejecución en Piaśnica.

  - El SS-Sturmbannführer Dr. Erich Isselhorst (30 de junio – 1 de octubre de 1943)

- Einsatzkommando 1a
  - El SS-Obersturmbannführer Dr. Martin Sandberger (junio de 1942–1942)
  - El SS-Obersturmbannführer Karl Tschierschky (1942)
  - El SS-Sturmbannführer Dr. Erich Isselhorst (noviembre de 1942 - junio de 1943)
  - El SS-Obersturmbannführer Bernhard Baatz (junio-agosto de 1943)

- Einsatzkommando 1b
  - El SS-Sturmbannführer Dr. Hermann Hubig (junio a octubre de 1942)
  - El SS-Sturmbannführer Dr. Manfred Pechau (octubre-noviembre de 1942)

- Einsatzkommando 1c
  - El SS-Sturmbannführer Kurt Graaf (1 de agosto-28 de noviembre de 1942)

- Einsatzkommando 2
  - El SS-Obersturmbannführer Rudolf Batz (junio – 4 de noviembre de 1941)
  - El SS-Obersturmbannführer Dr. Eduard Strauch (4 de noviembre a 2 de diciembre de 1941)
  - El SS-Sturmbannführer Dr. Rudolf Lange (3 de diciembre de 1941–1944)
  - El SS-Sturmbannführer Dr. Manfred Pechau (octubre de 1942)
  - El SS-Sturmbannführer Reinhard Breder (26 de marzo de 1943 - julio de 1943)
  - El SS-Obersturmbannführer Oswald Poche (30 de julio de 1943–2 de marzo de 1944)

- Einsatzkommando 3Einsatzkommando 3: hoja de conteo del Informe Jäger, 1941.

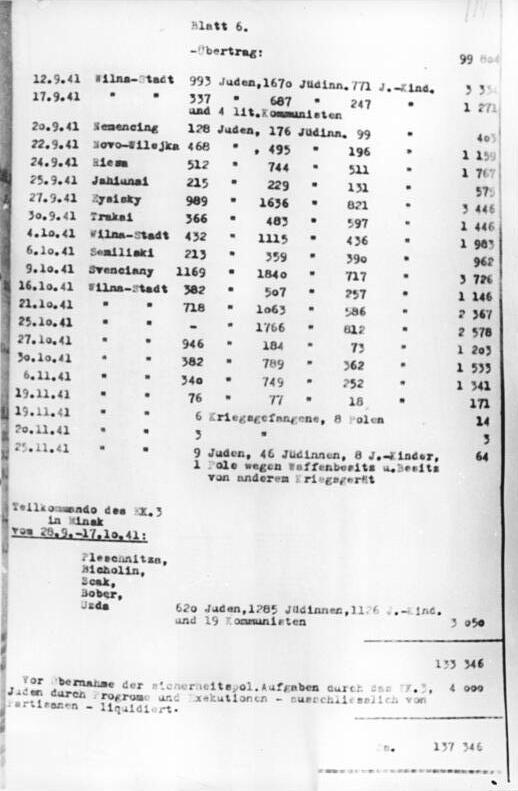
Einsatzkommando 3: hoja de conteo del Informe Jäger, 1941.

  - El SS-Standartenführer Karl Jäger (junio de 1941 a agosto de 1943)
  - El SS-Oberführer und Oberst der Polizei Dr. Wilhelm Fuchs (15 de septiembre de 1943–27 de mayo de 1944)
  - El SS-Sturmbannführer Hans-Joachim Böhme (11 de mayo a julio de 1944).

### InformeJäger
El Informe Jäger es la crónica de supervivencia más precisa de las actividades de un Einsatzkommando. Es una hoja de conteo de las acciones del Einsatzkommando 3: un total acumulado de sus asesinatos de 136,421 judíos (46,403 hombres 55,556 mujeres, 34,464 niños), 1,064 comunistas, 653 personas con discapacidades mentales y otros 134, del 2 de julio al 1 de diciembre. 1941. Una segunda barrida importante ocurrió en 1942, antes de que el asesinato en el campo de la muerte reemplazara a las ejecuciones a cielo abierto del Einsatzkommando. El Einsatzkommando 3 operó en el distrito de Kovno (Kaunas), al oeste de Vilna (Vilnius) en la Lituania contemporánea. (Ver también Rollkommando Hamann).

## Einsatzgruppe B

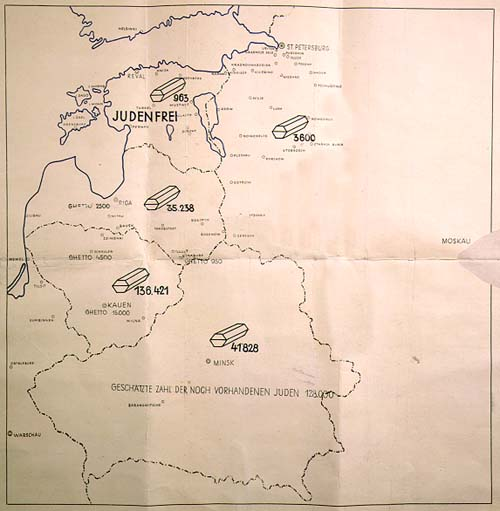
Mapa incluido en el informe de Stahlecker de octubre de 1941, que resume los asesinatos cometidos por el Einsatzgruppe bajo su mando: Estonia aparece como "Judenfrei" (963 muertos); Letonia (35.238 muertos); Lituania (138.421 muertos); Rusia (3.800 muertos); Bielorrusia (41,828 muertos).

El comando operacional del Einsatzgruppe B, adjunto al Grupo de Ejércitos Centro, se estableció bajo el comando del SS-Gruppenführer Arthur Nebe unos días después del ataque alemán a las posiciones soviéticas en el este de Polonia, cuyo nombre en código era Operación Barbarroja. El Einsatzgruppe B partió de la ciudad ocupada de Poznań (Posen) el 24 de junio de 1941, con 655 hombres de la Policía de Seguridad, la Gestapo, la KriPo, la SD, las Waffen-SS y la 2ª Compañía del 9º Batallón de la Policía de Reserva. El 30 de junio de 1941, Himmler visitó el recién formado distrito de Bezirk Bialystok y declaró que se necesitaban más fuerzas en el área, debido a los posibles riesgos de acciones partisanas. La persecución después de la rápida retirada del Ejército Rojo dejó un vacío de seguridad, que requirió el despliegue urgente de personal adicional.
Con el objetivo de enfrentarse a la "nueva amenaza", la sede de la Gestapo en Zichenau (Ciechanów) formó una unidad menos conocida llamada Kommando SS Zichenau-Schroettersburg, que partió de la subestación Schröttersburg (Płock) bajo el mando del SS-Obersturmführer Hermann Schaper, con la misión de matar a judíos, comunistas y colaboradores dea NKVD en las aldeas y pueblos locales de Bezirk. El 3 de julio, la formación adicional de la Schutzpolizei llegó a Białystok, dentro del Gobierno General. Fue dirigido por el SS-Hauptsturmführer Wolfgang Birkner, veterano del Einsatzgruppe IV de la Campaña polaca de 1939. La unidad de socorro, llamada Kommando Bialystok, fue enviada por el SS-Obersturmbannfuhrer Eberhard Schöngargarth por orden de la Oficina Central de Seguridad del Reich ( RSHA), debido a los informes de la actividad de la guerrilla soviética en el área con judíos que, por supuesto, eran inmediatamente sospechosos de ayudarlos. El 10 de julio de 1941, la unidad de Schaper se dividió en Einsatzkommandos más pequeños debido a los requisitos de la Operación Barbarroja.
Además de los tiroteos en masa, el Einsatzgruppe B participó en ahorcamientos públicos utilizados como táctica de terror contra la población local. Un informe del Einsatzgruppe B, fechado el 9 de octubre de 1941, describía uno de esos ahorcamientos. Debido a la presunta actividad partisana en el área alrededor del asentamiento de Demidov, todos los hombres de entre quince y cincuenta y cinco años en Demidov fueron detenidos en un campamento para ser examinados. Esto llevó a que diecisiete personas fueran identificadas como "partisanos" y "comunistas". A partir de entonces, 400 residentes locales se reunieron para observar el ahorcamiento de cinco miembros del grupo; el resto fueron fusilados.
El 14 de noviembre de 1941, Nebe comunicó a Berlín que, hasta entonces, 45,000 personas habían sido eliminadas. Un informe adicional, fechado el 15 de diciembre de 1942, estableció que el Einsatzgruppe B había disparado a un total de 134,298 personas. Después de 1943, los asesinatos en masa del Einsatzgruppe B disminuyeron, y la unidad fue dada de baja en agosto de 1944.

### Comandantes
1. El SS-Gruppenführer und Generalmajor der Polizei Arthur Nebe (junio-noviembre de 1941)
2. El SS-Brigadeführer und Generalmajor der Polizei Erich Naumann (noviembre de 1941 - marzo de 1943)
3. El SS-Standartenführer Horst Böhme (12 de marzo a 28 de agosto de 1943)
4. El SS-Oberführer und Oberst der Polizei Erich Ehrlinger (28 de agosto de 1943 - abril de 1944)
5. El SS-Oberführer und Oberst der Polizei Heinrich Seetzen (28 de abril a agosto de 1944)
6. El SS-Standartenführer Horst Böhme (12 de agosto de 1944)

Sonderkommando 7a
El Sonderkommando 7a era liderado por Walter Blume, y fue asignado al 9º Ejército bajo el mando del General Adolf Strauss. El SK 7a entró en Vilna el 27 de junio y permaneció allí hasta el 3 de julio. Pronto, Vilna estaba en la esfera de mando del Einsatzgruppe A, y el Sonderkommando 7a fue transferido a Kreva cerca de Minsk. El Sonderkommando estuvo activo en Vilna, Nevel, Haradok, Vitebsk, Velizh, Rzhev, Vyazma, Kalinin y Klintsy. Ejecutó a 1.344 personas.
1. SS-Standartenführer Walter Blume (junio a septiembre de 1941)
2. SS-Standartenführer Eugen Steimle (septiembre – diciembre de 1941)
3. SS-Hauptsturmführer Kurt Matschke (diciembre de 1941 - febrero de 1942)
4. SS-Obersturmbannführer Albert Rapp (febrero de 1942–28 de enero de 1943)
5. SS-Sturmbannführer Helmut Looss (junio de 1943 - junio de 1944)
6. SS-Sturmbannführer Gerhard Bast (junio – octubre / noviembre de 1944)

Sonderkommando 7b
El Sonderkommando estaba activo en Brest-Litovsk, Kobrin, Pruzhany, Slonim, Baranovichi, Stowbtsy, Minsk, Orsha, Klinzy, Kurszy, Kursk, Tserigov y Orel. Ejecutó a 6.788 personas.
1. SS-Sturmbannführer Günther Rausch (junio de 1941 - enero / febrero de 1942)
2. SS-Obersturmbannführer Adolf Ott (febrero de 1942 - enero de 1943)
3. SS-Obersturmbannführer Josef Auinger (julio de 1942 - enero de 1943)
4. SS-Obersturmbannführer Karl-Georg Rabe (enero / febrero de 1943 - octubre de 1944)

Sonderkommando 7c
Ver también el Vorkommando Moskau.
1. SS-Sturmbannführer Friedrich-Wilhelm Bock (junio de 1942)
2. SS-Hauptsturmführer Ernst Schmücker (junio de 1942 - 1942)
3. SS-Sturmbannführer Wilhelm Blühm (1942 - julio de 1943)
4. SS-Sturmbannführer Hans Eckhardt (julio-diciembre de 1943)

Einsatzkommando 8
El Einsatzkommando estuvo activo en Volkovisk, Baranovichi, Babruysk, Lahoysk, Mogilev y Minsk. Ejecutó a 74.740 personas.
1. SS-Obersturmbannführer Dr. Otto Bradfisch (junio de 1941–1 de abril de 1942)
2. SS-Sturmbannführer Heinz Richter (1 de abril a septiembre de 1942)
3. SS-Sturmbannführer Dr. Erich Isselhorst (septiembre-noviembre de 1942)
4. SS-Obersturmbannführer Hans-Gerhard Schindhelm (7 de noviembre de 1942 - octubre de 1943)

1. SS-Sturmbannführer Alfred Rendörffer (?)

Einsatzkommando 9El Einsatzkommando estuvo activo en Vilna, Grodno, Lida, Bielsk-Podlaski, Nevel, Lepel, Surazh, Vyazma, Gzhatsk, Mozhaisk, Vitebsk, Smolensk y Varena. Ejecutó a 41,340 personas.
1. SS-Obersturmbannführer Alfred Filbert (junio – 20 de octubre de 1941)
2. SS-Obersturmbannführer Oswald Schäfer (octubre de 1941 - febrero de 1942)
3. SS-Obersturmbannführer Wilhelm Wiebens (febrero de 1942 - enero de 1943)
4. SS-Obersturmbannführer Dr. Friedrich Buchardt (enero de 1943 - octubre de 1944)
5. SS-Sturmbannführer Werner Kämpf (octubre de 1943 - marzo de 1944)

Vorkommando Moskau
El Vorkommando, también conocido como Sonderkommando 7c, operaría en Moscú, hasta que se hizo evidente que Moscú no caería; se incorporó al Sonderkommando 7b, donde estuvo activo en Smolensk y ejecutó a 4.660 personas.
1. SS-Brigadeführer Professor Dr. Franz Six (20 de junio-20 de agosto de 1941)
2. SS-Obersturmbannführer Waldemar Klingelhöfer (agosto-septiembre de 1941)
3. SS-Obersturmbannführer Dr. Erich Körting (septiembre – diciembre de 1941)
4. SS-Sturmbannführer Dr. Friedrich Buchardt (diciembre de 1941 - enero de 1942)
5. SS-Sturmbannführer Friedrich-Wilhelm Bock (enero-junio de 1942)

## Einsatzgruppe C
El Einzatzgruppe C, en su totalidad, se adjuntó al Grupo de Ejércitos Sur y ejecutó a 118,341 personas.
1. SS-Brigadeführer und Generalmajor der Polizei Dr. Dr. Otto Rasch (junio-octubre de 1941)
2. SS-Gruppenführer und Generalleutnant der Polizei Max Thomas (octubre 1941–29 de abril de 1943)
3. SS-Standartenführer Horst Böhme (6 de septiembre de 1943 - marzo de 1944)

Einsatzkommando 4a
El Einsatzkommando estuvo activo en Lviv, Lutsk, Rovno, Zhytomyr, Pereyaslav, Yagotyn, Ivankov, Radomyshl, Lubny, Poltava, Kiev (ver Babi Yar), Kursk, Járkov y ejecutó a 59.018 personas. .
1. SS-Standartenführer Paul Blobel (junio de 1941–13 de enero de 1942)
2. SS-Obersturmbannführer Erwin Weinmann (13 de enero – 27 de julio de 1942)
3. SS-Sturmbannführer Eugen Steimle (agosto de 1942–15 de enero de 1943)
4. SS-Sturmbannführer Friedrich Schmidt (enero-febrero de 1943)
5. SS-Sturmbannführer Theodor Christensen (marzo-diciembre de 1943)

Einsatzkommando 4b
El Einsatzkommando estuvo activo en Lviv, Ternópil, Kremenchuk, Poltava, Sloviansk, Proskuriv, Vínnytsia, Kramatorsk, Jórlivka y Rostov. Ejecutó 6.329 personas.
1. SS-Obersturmbannführer Günther Herrmann (junio a octubre de 1941)
2. SS-Obersturmbannführer Fritz Braune (2 de octubre de 1941–21 de marzo de 1942)
3. SS-Obersturmbannführer Dr. Walter Hänsch (marzo-julio de 1942)
4. SS-Obersturmbannführer August Meier (julio-noviembre de 1942)
5. SS-Sturmbannführer Friedrich Sühr (noviembre de 1942 - agosto de 1943)
6. SS-Sturmbannführer Waldemar Krause (agosto de 1943 - enero de 1944)

Einsatzkommando 5
El Einsatzkommando estuvo activo en Lviv, Brody, Dubno, Berdičhev, Skvyra y Kiev. Ejecutó a más de 150.000 personas.
1. SS-Oberführer Erwin Schulz (junio-agosto de 1941)[20]
2. SS-Sturmbannführer August Meier (septiembre de 1941 - enero de 1942)

Einsatzkommando 6
El Einsatzkommando estuvo activo en Lviv, Zolochiv, Zhytomyr, Proskurov (moderno Khmelnytskyi), Vínnitsa, Dnipropetrovsk, Kryvyi Rih, Stalino y Rostov. Ejecutó 5.577 personas.
1. SS-Standartenführer Dr. Erhard Kröger (junio-noviembre de 1941)
2. SS-Sturmbannführer Robert Möhr (noviembre de 1941 - septiembre de 1942)
3. SS-Obersturmbannführer Ernst Biberstein (septiembre de 1942 - mayo de 1943)
4. SS-Sturmbannführer Friedrich Sühr (agosto-noviembre de 1943)

## Einsatzgruppe D
El Einsatzgruppe D, en su conjunto, se adjuntó al 11º Ejército. Se estableció en junio de 1941 y funcionó hasta marzo de 1943. El Einsatzgruppe D realizó operaciones en el norte de Transilvania, Cernauti, Kishinev y en toda la Crimea ucraniana. En marzo de 1943 se reubicó en Ovruch como una unidad antipartisana llamada Kampfgruppe Bierkamp, llamada así por su nuevo comandante Walther Bierkamp. El Einsatzgruppe D fue responsable de la muerte de más de 91.728 personas.

### Comandantes
1. SS-Gruppenführer und Generalleutnant der Polizei Dr. Otto Ohlendorf (junio de 1941 - julio de 1942)
2. SS-Brigadeführer und Generalmajor der Polizei Walther Bierkamp (julio de 1942 - marzo de 1943)

Einsatzkommando 10a
1. SS-Oberführer und Oberst der Polizei Heinrich Seetzen (junio de 1941 - julio de 1942)
2. SS-Sturmbannführer Dr. Kurt Christmann (agosto de 1942 - julio de 1943)

Einsatzkommando 10b
1. SS-Obersturmbannführer Alois Persterer (junio de 1941 - diciembre de 1942)
2. SS-Sturmbannführer Eduard Jedamzik (diciembre de 1942 - febrero de 1943)

Einsatzkommando 11a
1. SS-Obersturmbannführer Paul Zapp (junio de 1941 - julio de 1942)
2. Fritz Mauer (julio-octubre de 1942)
3. SS-Sturmbannführer Dr. Gerhard Bast (noviembre – diciembre de 1942)
4. SS-Sturmbannführer Werner Hersmann (diciembre de 1942 - mayo de 1943)

Einsatzkommando 11b
1. SS-Sturmbannführer Hans Unglaube (junio-julio de 1941)
2. SS-Obersturmbannführer Bruno Müller (julio-octubre de 1941)
3. SS-Obersturmbannführer Werner Braune (octubre de 1941 - septiembre de 1942)
4. SS-Obersturmbannführer Paul Schultz (septiembre de 1942 - febrero de 1943)

Einsatzkommando 12
1. SS-Obersturmbannführer Gustav Adolf Nosske (junio de 1941 - febrero de 1942)
2. SS-Sturmbannführer Dr. Erich Müller (febrero-octubre de 1942)
3. SS-Obersturmbannführer Günther Herrmann (octubre de 1942 - marzo de 1943)

## EinsatzgruppeE
El Einsatzgruppe E se desplegó en Croacia (es decir, en Yugoslavia) detrás del 12º Ejército (Wehrmacht) en el área de Vinkovci (entonces Esseg), Sarajevo, Banja Luka, Knin y Zagreb.

### Comandantes
1. SS-Obersturmbannführer Ludwig Teichmann (agosto de 1941 - abril de 1943)
2. SS-Standartenführer Günther Herrmann (abril de 1943–1944)
3. SS-Oberführer und Oberst der Polizei Wilhelm Fuchs (octubre-noviembre de 1944)[22]

Einsatzkommando 10b
1. SS-Obersturmbannführer und Oberregierungsrat Joachim Deumling (marzo de 1943 - enero de 1945)
2. SS-Sturmbannführer Franz Sprinz (enero-mayo de 1945)

Einsatzkommando 11a
1. SS-Sturmbannführer und Regierungsrat Rudolf Korndörfer (mayo-septiembre de 1943)
2. SS-Obersturmbannführer Anton Fest (septiembre 1943–1945)

Einsatzkommando 15
1. SS-Hauptsturmführer Willi Wolter (junio de 1943 - septiembre de 1944)

Einsatzkommando 16
1. SS-Obersturmbannführer und Oberregierungsrat Johannes Thümmler (julio – septiembre de 1943)
2. SS-Obersturmbannführer Joachim Freitag (septiembre de 1943 - octubre de 1944)

Einsatzkommando Agram
1. SS-Sturmbannführer und Regierungsrat Rudolf Korndörfer (septiembre de 1943)

## Einsatzgruppe Serbien
1. SS-Oberführer und Oberst der Polizei Wilhelm Fuchs (abril de 1941 - enero de 1942), Yugoslavia
2. SS-Oberführer Emanuel Schäfer (enero de 1942)

## Einsatzkommando Tunis
- Einsatzkommando encabezado por el oficial de las SS Walter Rauff en Túnez, norte de África.

## Einsatzkommando Finnland
Oficialmente, Einsatzkommando der Sicherheitspolizei und des SD beim AOK Norwegen, Befehlsstelle Finnland, el Einsatzkommando Finnland era una unidad paramilitar alemana activa en el norte de Finlandia y Noruega. Operando bajo la Reichssicherheitshauptamt, y la policía de seguridad finlandesa Valpo, el Einsatzkommando Finnland permaneció en secreto hasta 2008.

## Einsatzkommando planeados
- Einsatzkommando-6: planeado para Gran Bretaña y dirigido por el Dr. Franz Six (Abortado. Reasignado a una unidad especial que se activaría luego de la captura de Moscú).
- Einsatzgruppe Ägypten: planeado para residentes judíos en el Medio Oriente, incluida Palestina.